# مركز المعلمين (مقاطعة فيروزآباد)
مركز المعلمين (بالإنجليزية: Firuzabad Teacher Centre)‏ هي human-geographic territorial entity تقع في فارس في إيران. يقدر عدد سكانها بـ 35 نسمة .